# Ian Buruma
Ian Buruma, född 28 december 1951 i Haag, är en nederländsk-amerikansk skribent och akademiker. I maj 2017 tog han över som redaktör för The New York Review of Books men lämnade tjänsten i september 2018. 
Ian Buruma växte upp i Nederländerna med en nederländsk far och en brittisk mor. Han studerade kinesisk litteratur vid Leidens universitet och japansk film på Nihon University i Tokyo i Japan. Mycket av hans författarskap handlar om kultur i Asien, särskilt Kina och 1900-talets Japan.
År 2003 blev han professor i mänskliga rättigheter och jounalistik på Bard College i New York. År 2008 fick Ian Buruma Erasmuspriset.